# Vlag van Farciennes
De vlag van Farciennes is op onbekende datum bij raadsbesluit vastgesteld als de vlag van de Henegouwse gemeente Farciennes. De vlag kan als volgt worden beschreven:
Rechtsgeschuind van blauw en rood.
De oorsprong van de vlag is verloren gegaan in de mist van de tijd. De kleuren van het gemeentewapen komen in iedere geval terug. De vlag is inderdaad gebaseerd op het gemeentewapen.